# Alaimus tenuis
Alaimus tenuis är en rundmaskart som beskrevs av Robert Folger Thorne 1939. Alaimus tenuis ingår i släktet Alaimus och familjen Alaimidae. Inga underarter finns listade i Catalogue of Life.